# Az elrabolt hercegnő
Az elrabolt hercegnő (eredeti cím: Vykradena pryntsesa: Ruslan i Lyudmyla / The Stolen Princess) 2018-ban bemutatott ukrán 3D-s számítógépes animációs fantasyfilm, Oleh Malamuzs rendezésében, Alekszandr Szergejevics Puskin orosz költő Ruszlán és Ludmíla című meséje alapján. A film ukrajnai premierjére 2018. március 7-én került sor.
Egy vándorszínész, Ruszlán megmenti a Csornomor nevű gonosz varázsló által elrabolt Mila hercegnőt.

## Cselekmény
Két varázsló, Finn és Csernomor heves mágikus párbajt vív Finn szeretett felesége, Nina hercegnő megszerzéséért. Először Finn kerül fölénybe, de Csernomor legyőzi, aki egy „erőtérre” lépve becsapja őt, ahol Finn elveszíti minden varázserejét és fiatalságát, amik átkerülnek Csernomorhoz. Csernomor Ninát kőszoborrá változtatja, cserébe a szerelem erejéért, ami a mágiája forrása.
A jelenben Ruszlán, a vándorló művész arról álmodik, hogy lovaggá válik. Barátja, egy különc és feltörekvő drámaíró, Lester által írt kis színdarabban játszik, amelyben Finn és Csernomor szerepét alakítja. A kastélyban él egy kedves és kalandra éhes hercegnő, Mila. A lány unatkozik, idegen tájakat szeretne látni, de túlságosan védelmező apja, Vlagyimir király arra akarja kényszeríteni, hogy férjhez menjen. Egyik éjszaka kioson, és két gengszter zaklatja, mígnem megérkezik Ruszlán. Megmenti Milát a rablóktól, és együtt elmenekülnek. Amikor kettesben maradnak, Ruszlán, félve attól, hogy társadalmi helyzete miatt elítélik, lovagnak adja ki magát.
Másnap romantikus pillanatokban osztoznak, miközben fejlődnek az érzéseik egymás iránt. Ruszlán meglepetésére és rémületére Milát egy tornádón keresztül elrabolja Csernomor. Ruszlán megpróbálja követni a tornádót, de nem sikerül neki, és eszméletét veszti. Amikor magához tér, szembe találkozik a királlyal, aki őt vádolja a hercegnő elrablásával. Ruszlán megpróbálja elmondani az igazat, de senki sem hisz neki. Rájön, hogy Csernomor valóságos személy. 
Konzultál Lesterrel, és elindulnak egy barlangba, ahol egy bölcs macska él. A macska elmondja Ruszlánnak, hogy Csernomor minden évszázadban elrabol egy szerelmes hercegnőt, és a szerelmének erejével feltölti varázserejét. Sokan elindultak már, hogy legyőzzék őt, de mind elpusztultak.
Segítséget kérnek tőle, hogy hol találják meg Milát, ezért felfed nekik egy varázslatos örvényt, ahol egy átjárót fedeznek fel, és ajándékba egy borsóhüvelyt ad nekik. Amikor elérnek egy sziklához, egy hörcsög ellopja a hüvelyt, mire üldözőbe veszik. De rájönnek, hogy oda kell adniuk és ezzel megjelenik egy sárkány csontvázából épített híd.
Eközben Csernomor kastélyában Mila ágyban ébred, és találkozik Csernomorral, aki tájékoztatja őt terveiről, hogy kővé akarja változtatni őt, miután elvette a Ruszlán iránti szerelmét. A lány megpróbál elmenekülni a varázsló varázskalapjának segítségével, amely láthatatlanná teszi használóját. Annak ellenére, hogy Csernomor olyan varázslatot alkalmaz, amelynek hatására a kastélyában lévő összes desszert életre kel és megtámadja Milát, a lánynak sikerül legyőznie őket. Miközben elkerüli Csernomort, felfedezi a többi hercegnőt, akiket Csernomor korábban elrabolt és kővé változtatott. 
Amikor Ruszlán és Lester megérkezik a barlanghoz, találkoznak egy öregemberrel, aki egy botot tart a kezében. Segítséget kérnek tőle, hogy hol találják Finnt. Az öregember azt mondja, hogy ő maga Finn. De mivel túl sokáig nem volt kapcsolata a külvilággal, paranoiás lett. Ruszlán azt találja ki, hogy varázslónak adják ki magukat, akik varázslatot alkalmaznak. Finn azt hiszi, az ereje helyreállt.  Amikor Ruszlán megkérdezi, hol találják Csernomort és hogyan állíthatják meg, Finn elmondja, hogy Csernomor kastélya tüskés sziklákból áll, és az ereje forrása a szakállában van. Ennek levágásához egy varázskardra van szükség. Kérik az útba igazítást, hogy hol találják a kardot, meg is találják, de azt egy sereg csontváz őrzi, és egy lefejezett óriás mozgó feje. Az óriás kihívja Ruszlánt a páncélért és a kardért cserébe, és Ruszlánnak sikerül legyőznie mindannyiukat. Ezután elmennek Csernomor kastélyába.
A kastélyba érve szétválnak, hogy megkeressék Milát. Ruszlán más ruhában és más külsővel találja Milát, aki azt mondja neki, hogy nincs szüksége megmentésre, mert boldog ezen a helyen. Ez összetöri Ruszlán szívét. Lehangoltan, lassan elhagyja a helyet. Hirtelen egy óriási szörny támad rájuk. Lester megpróbálja meggyőzni Ruszlánt, hogy harcoljanak, de a férfinak túlságosan összetört a szíve. Madaruk megszerzi Mila medálját, és Ruszlán rájön, hogy Csernomor becsapta, és ebből bátorságot nyer, hogy megküzdjön a szörnyeteggel.
Miután legyőzték a szörnyet, elmennek arra a helyre, ahol Milát fogva tartják. Ott Ruszlán és a közben sárkánnyá változott Csernomor heves párbajt vívnak. Ruszlánt először legyőzi, de sikerül Csernomort harcképtelenné tennie azzal, hogy levágja a szakállát. Csernomor elveszíti az erejét, a kőszobrok és Finn pedig visszaváltoznak. Ruszlán megpróbál elmenekülni Milával, de ugyanúgy csapdába esnek az erőtérben, mint korábban Finn. Ruszlán feláldozza magát azzal, hogy kilöki Milát a csapdából, így azonban cselekvésképtelen marad. Mila és Lester megpróbálja megmenteni őt, de három lovag megzavarja őket, aminek következtében Ruszlán lelke kiesik, és a teste élettelen marad. Mila feldühödve harcol a három lovaggal, és mindhármukat legyőzi (beleértve a megkötözött Csernomort is).
Mila gyászolja Ruszlán (látszólagos) halálát, és azt mondja, hogy nagyon szereti őt. Megjelenik az immár megfiatalodott Finn, és visszahozza Ruszlánt az életbe. Újra találkoznak, beleértve Lestert is, és Finn és Nina is újra összejönnek. Ruszlán bevallja, hogy nem igazi lovag, de Mila ezt elfogadja. Elmondja neki, hogy még mindig szereti őt, bármi történjék is, és megosztják első csókjukat. Finn tűzijátékot varázsol, és mindannyian boldogan élnek, amíg meg nem halnak.
A stáblista alatt látható, hogy Ruszlán és Mila összeházasodnak, és boldog életet élnek.

## Szereplők
| Színész                             | Szerep                | Magyar hang        |
| ----------------------------------- | --------------------- | ------------------ |
| Olekszij Zavhorodnyij               | Ruszlán               | Szatory Dávid      |
| Nagyija Dorofjejeva                 | Ljudmila / Mila       | Bogdányi Titanilla |
| Jevhen Maluha                       | Csernomor, a varázsló | Harsányi Gábor     |
| Szerhij Pritula                     | Nesztor Pecserszkij   | Rada Bálint        |
| Jurij Horbunov                      | Tudós macska          | Schnell Ádám       |
| Oleh Mihajljuta (Fahot)             | Fin                   | Széles Tamás       |
| Mikola Boklan                       | Volodimir király      | Reviczky Gábor     |
| Pupszi Kira                         | Kijevi lány, Oleszja  |                    |
| Dmitro Monatik                      | A fej                 |                    |
| Arevik Arzumanova                   | Sphere                |                    |
| Olekszandr Uszik, Vaszil Virasztyuk | Trojescsinai banditák |                    |
| Oleh Voloscsenko, Roman Luckij      | Őrök                  |                    |
| Jevhen Hasenko                      | Farlaf                | Zámbori Soma       |
| Jehor Krutoholov                    | Rogday                | Faragó András      |
| Olekszandr Berezsok                 | Ratmir                |                    |
| Marija Jefroszinyina                | Naina                 |                    |

## Költségvetés
A filmet az Ukrán Állami Filmügynökség társ-finanszírozta: részesedése 19,5 millió UAH (a film teljes gyártási költsége 95,2 millió UAH).

## Filmkészítés
2013. január 30-án Jehor Oleszov producer beszámolt az Alekszandr Puskin azonos című meseversén alapuló Ruszlan és Ljudmila projekt fejlesztéséről. 2013 szeptemberében a FILM.UA csoport sajtószolgálata bejelentette a film készítésének megkezdését, majd később bemutatták a Ruszlan és Ljudmila főszereplőit és szinopszisát, magát a filmet 2D-s animációs filmként hirdették meg, később azonban a koncepció megváltozott, és a döntés egy 3D-s animációs film elkészítéséről született.
Hollywoodi tanácsadók segítettek a karakterek kidolgozásában. A filmet angol nyelven vették fel, majd ukránra szinkronizálták. Mint Oleszov elmondta, az angol szinkronizálásban hollywoodi hírességek vettek részt, Ukrajnában pedig népszerű helyi színészek kölcsönzik hangjukat a filmben. A nemzetközi piac számára a film másik címet kapott: The Stolen Princess („Az elrabolt hercegnő”).

## Fogadtatás
A film vegyes kritikákat kapott. A közönség megjegyezte az ukrán íz hiányát és a hollywoodi színvonal vak másolását, az aktuális valóságra való helytelen utalásokat, valamint egyes karakterek karizmatikus személyiségének hiányát. A kritikusok ugyanakkor dicsérték a magas animációs színvonalat, az ötletes poénokat és a felnőtteket és gyerekeket egyaránt érdeklő témákat megszólító animációs játékfilmet.

## Fordítás
- Ez a szócikk részben vagy egészben  a   The Stolen Princess című angol Wikipédia-szócikk fordításán alapul.  Az eredeti cikk szerkesztőit annak laptörténete sorolja fel. Ez a jelzés csupán a megfogalmazás eredetét és a szerzői jogokat jelzi, nem szolgál a cikkben szereplő információk forrásmegjelöléseként.